# Tian yuan shu

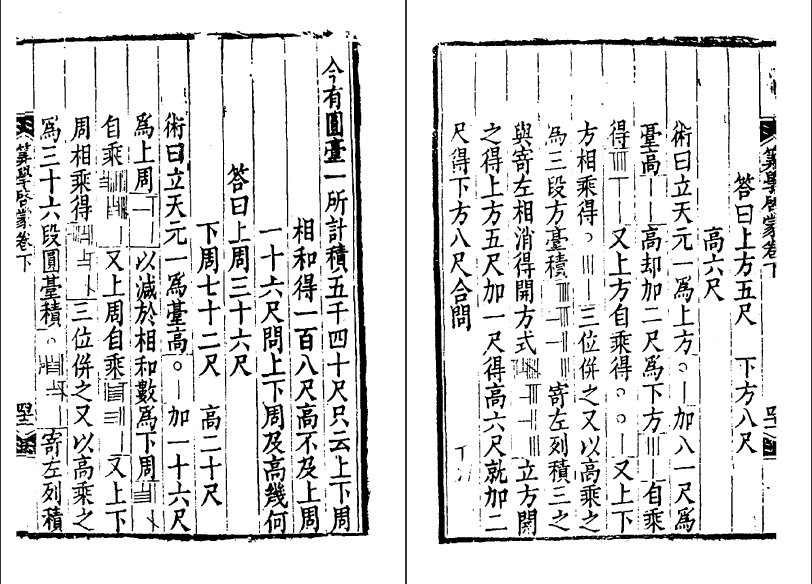
Tian yuan shu En Zhu Shijie text Suanxue qimeng

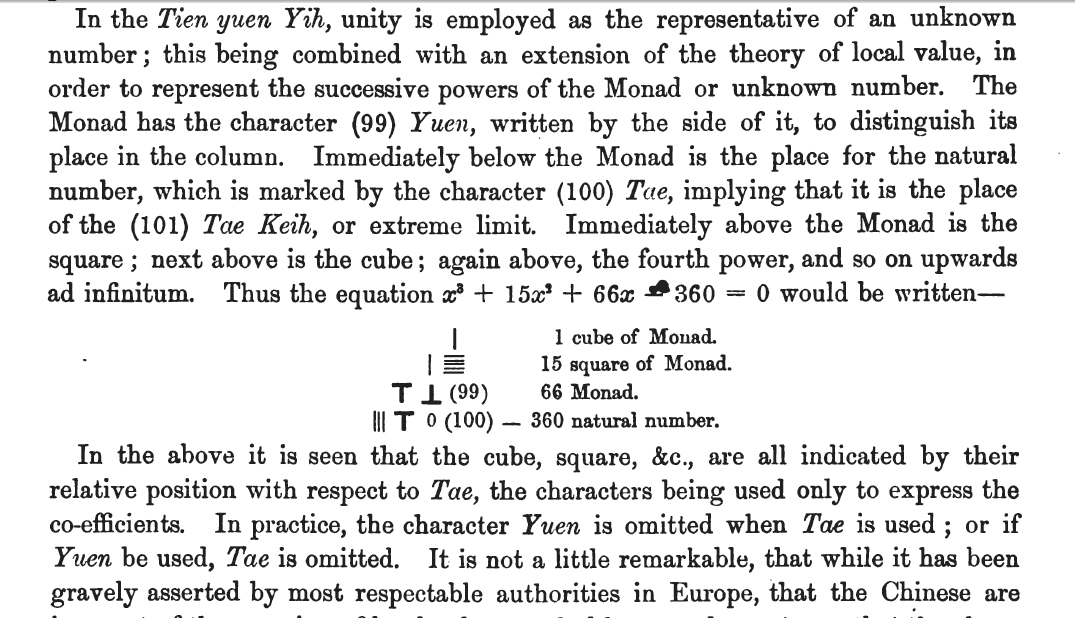
La tècnica va descriure dins Alexander Wylie Jottings en la Ciència del Xinès

Tian Yuan Shu (en Xinès simplificat: 天元术; en el Xinès tradicional: 天元術; en pinyin: tiān yuán shù) és un sistema Xinès d'àlgebra per equacions polimonials que va ser creat al segle xiii. Es va saber per l'escrit Li Zhi (Li Ye), tot i que es va crear abans.
La cultura matemàtica en la qual va ser creada es va perdre a causa de la guerra i la desconfiança general durant la dinastia Ming del coneixement de (Mongol) Yuan dynasty.
Els escrits de Li Zhi (Ceyuan haijing); Zhu Shijie (Jade Mirror of the Four Unknowns) i altres que ja no es podrien entendre completament, fins que van arribar les matemàtiques occidentals a la Xina. 
Mentrestant, Tian yuan shu va arribar al Japó, on se l'anomena tengen-jutsu. El tetx de Zhu, Suanxue qimeng va ser desxifrat i va ser important en el desenvolupament de les matemàtiques japoneses (wasan) en els segles 17 i 18.

## Descripció
Tian yuan shu significa "mètode de l'element celestial" o "tècnica del celestial desconegut". L' "element celestial" és la variable desconeguda, normalment escrit x en notació moderna.
És un sistema posicional dels nombres de barra per representar les equacions polinomials. Per exemple, 2x2 + 18x − 316 = 0 es representat com
, el qual, en nombres aràbics, és 
El 元 (yuan) denota el desconegut x, així que els numerals en aquesta línia significa 18x. La línia de sota és el terme constant (-316) i la línia anterior és el coeficient del terme quadràtic (x2). El sistema té capacitat arbitràriament exponents alts exponents del desconegut, mitjançant l'addició de més línies a la part superior i exponents negatius mitjançant l'addició de línies per sota del terme constant. El decimals també poden ser representats. 
En escrits posteriors de Li Zhi i Zhu Shijie, l'ordre de la línia s'inverteix de manera que la primera línia és l'exponent més baix.